# Dobroń Poduchowny
Dobroń Poduchowny – dawna wieś w Polsce, od 2005 roku jest to północna część wsi Dobroń w województwie łódzkim, w powiecie pabianickim, w gminie Dobroń. Nazwa funkcjonuje nadal jako obręb ewidencyjny (TERYT 100804_2).
Znajduje się tu kościół św. Wojciecha w Dobroniu.

## Historia
Dawniej wieś. Od 1867 w gminie Dobroń w powiecie łaskim. W okresie międzywojennym należał do woj. łódzkiego. 2 października 1933 utworzono gromadę Dobroń Poduchowny w granicach gminy Dobroń, składającą się ze wsi Dobroń Poduchowny, folwarku Dobroń, gruntów rozparcelowanego majątku Dobroń, kolonii Szczerki i kolonii Zakrzewki. Podczas II wojny światowej włączony do III Rzeszy.
Po wojnie Dłutów Poduchowny powrócił do powiatu łaskiego w woj. łódzkim jako jedna z 16 gromad gminy Dobroń. W związku z reorganizacją administracji wiejskiej jesienią 1954, Dobroń Poduchowny wszedł w skład  gromady Dobroń.
Od 1973 ponownie w gminie Dobroń. W latach 1975–1998 miejscowość administracyjnie należała do województwa piotrkowskiego.
1 stycznia 2005 wieś Dobroń Poduchowny (a także osadę Dobroń-Osiedle i wieś Zakrzewki) włączono do wsi Dobroń. Równocześnie zniesiono części wsi Dobroń Stary Dobroń i Żabieniec.